# Boullay-les-Troux
Boullay-les-Troux  [bulɛ lɛ t̪ʁu] je francouzská obec v departementu Essonne v regionu Île-de-France. V obci se nachází kostel svatého Jana Evangelisty.

## Poloha
Obec Boullay-les-Troux se nachází asi 29 km jihozápadně od Paříže. Obklopují ji obce Saint-Rémy-lès-Chevreuse na severu, Les Molières od severovýchodu na jihovýchod, Pecqueuse na jihu, Choisel na jihozápadě a na západě a Chevreuse na severozápadě.

## Vývoj počtu obyvatel
Počet obyvatel